# Lijst van voetbalinterlands Slovenië - Tsjechië
Deze lijst van voetbalinterlands is een overzicht van alle officiële voetbalwedstrijden tussen de nationale teams van Slovenië en Tsjechië. De landen speelden tot op heden vijf keer tegen elkaar. De eerste ontmoeting, een vriendschappelijke wedstrijd, werd gespeeld in Murska Sobota op 22 april 1998. Het laatste duel, een kwalificatiewedstrijd voor het Wereldkampioenschap voetbal 2010, vond plaats op 28 maart 2009 in Maribor.

## Wedstrijden
| № | Plaats        | Datum            | Competitie           | Wedstrijd           | Uitslag |
| - | ------------- | ---------------- | -------------------- | ------------------- | ------- |
| 1 | Murska Sobota | 22 april 1998    | Vriendschappelijk    | Slovenië – Tsjechië | 1 – 3   |
| 2 | Ostrava       | 16 augustus 2000 | Vriendschappelijk    | Tsjechië – Slovenië | 0 – 1   |
| 3 | Celje         | 9 februari 2005  | Vriendschappelijk    | Slovenië – Tsjechië | 0 – 3   |
| 4 | Teplice       | 15 oktober 2008  | WK 2010 kwalificatie | Tsjechië – Slovenië | 1 – 0   |
| 5 | Maribor       | 28 maart 2009    | WK 2010 kwalificatie | Slovenië – Tsjechië | 0 – 0   |

## Samenvatting
| Competitie        | Totaal gespeeld | Winst Slovenië | Gelijk | Winst Tsjechië | Doelsaldo Slovenië – Tsjechië |
| ----------------- | --------------- | -------------- | ------ | -------------- | ----------------------------- |
| WK-kwalificatie   | 2               | 0              | 1      | 1              | 0 − 1                         |
| Vriendschappelijk | 3               | 1              | 0      | 2              | 2 − 6                         |
| Totaal            | 5               | 1              | 1      | 3              | 2 − 7                         |

## Details

### Eerste ontmoeting
| |       |                                                       |
| Slovenië | 1 – 3 | Tsjechië                                              |
| Spasoje Bulajič 23' | goals | 26' Vladimír Šmicer 58' Martin Lukeš 60' Martin Lukeš |
| - Debuut van Milenko Ačimovič (Rode Ster Belgrado) voor Slovenië. - Debuut van Martin Lukeš (Banik Ostrava) voor Tsjechië. |       |                                                       |

### Tweede ontmoeting
| |       |                  |
| Tsjechië | 0 – 1 | Slovenië         |
| | goals | 59' Miran Pavlin |
| - Debuut van Lukáš Došek, Marek Heinz en Jiří Jarošík voor Tsjechië. - Debuut van Rajko Tavčar (1. FC Nürnberg) voor Slovenië. |       |                  |

### Derde ontmoeting
| |       |                                            |
| Slovenië | 0 – 3 | Tsjechië                                   |
| | goals | 10' Jan Koller 47' Tomáš Jun 79' Jan Polák |
| - Debuut van Sebastjan Gobec (NK Publikum Celje), Milan Rakič (NK Maribor) en Aleksandar Rodić (Portsmouth) voor Slovenië. |       |                                            |

### Vierde ontmoeting
|                                                     |       |          |
| Tsjechië                                            | 1 – 0 | Slovenië |
| Libor Sionko 62'                                    | goals |          |
| - Debuut van Aleš Mejač (NK Maribor) voor Slovenië. |       |          |

### Vijfde ontmoeting
| Slovenië | 0 – 0 | Tsjechië |
|          | goals |          |

NZS · A-internationals · Bondscoaches · Selecties · Statistieken · Sloveens vrouwenelftal · Olympisch elftal · Slovenië U21 · Slovenië U20 · Slovenië U19 · Slovenië U18 · Slovenië U17 · Slovenië U16
1991 – 1999 ·
2000 – 2009 ·
2010 – 2019 ·
2020 − 2029
EK's: 1996 · 
2000 · 
2004 · 
2008 · 
2012 · 
2016 · 
2020 · 
2024
WK's: 1998 · 
2002 · 
2006 · 
2010 · 
2014 · 
2018 ·
2022
1991 · 
1992 · 
1993 · 
1994 · 
1995 · 
1996 · 
1997 · 
1998 · 
1999 · 
2000 · 
2001 · 
2002 · 
2003 · 
2004 · 
2005 · 
2006 · 
2007 · 
2008 · 
2009 · 
2010 · 
2011 · 
2012 · 
2013 · 
2014 · 
2015 · 
2016 · 
2017 · 
2018 ·
2019 ·
2020 ·
2021 ·
2022 ·
2023 ·
2024
Albanië ·
Algerije ·
Argentinië ·
Armenië ·
Australië ·
Azerbeidzjan ·
België ·
Bosnië en Herzegovina ·
Bulgarije ·
Canada ·
China ·
Colombia ·
Cyprus ·
Denemarken ·
Duitsland ·
Engeland ·
Estland ·
Faeröer ·
 Finland ·
Frankrijk ·
Georgië ·
Ghana ·
Gibraltar ·
Griekenland ·
Honduras ·
Hongarije ·
IJsland ·
Israël ·
Italië ·
Ivoorkust ·
Joegoslavië ·
Kazachstan ·
Kosovo ·
Kroatië ·
Letland ·
Litouwen ·
Luxemburg ·
Malta ·
Mexico ·
Moldavië ·
Montenegro ·
Nederland ·
Nieuw-Zeeland ·
Noord-Ierland ·
Noord-Macedonië ·
Noorwegen ·
Oekraïne ·
Oman ·
Oostenrijk ·
Paraguay ·
Polen ·
Portugal ·
Qatar ·
Roemenië ·
Rusland ·
San Marino ·
Saoedi-Arabië ·
Schotland ·
Servië ·
Servië en Montenegro ·
Slowakije ·
Spanje ·
Trinidad en Tobago ·
Tsjechië ·
Tunesië ·
Turkije · 
Uruguay ·
Verenigde Arabische Emiraten ·
Verenigde Staten ·
Wales ·
Wit-Rusland ·
Zuid-Afrika ·
Zweden ·
Zwitserland
Algerije (2010) · 
Engeland (2010) · 
Paraguay (2002) · 
Spanje (2002) · 
Verenigde Staten (2010) · 
Zuid-Afrika (2002)
FAČR · A-internationals · Bondscoaches · Selecties · Statistieken · Tsjechisch vrouwenelftal · Olympisch elftal · Tsjechië U21 · Tsjechië U20 · Tsjechië U19 · Tsjechië U18 · Tsjechië U17 · Tsjechië U16
EK 1996 · 
EK 2000 · 
EK 2004 · 
EK 2008 · 
EK 2012 · 
EK 2016 · 
EK 2020
WK 1998 · 
WK 2002 · 
WK 2006 · 
WK 2010 · 
WK 2014 · 
WK 2018 · 
WK 2022
OS 2000
1906 · 1907 · 1908 · 1909 – 1938 · 1939 · 1940 – 1993 · 1994 · 1995 · 1996 · 1997 · 1998 · 1999 · 2000 · 2001 · 2002 · 2003 · 2004 · 2005 · 2006 · 2007 · 2008 · 2009 · 2010 · 2011 · 2012 · 2013 · 2014 · 2015 · 2016 · 2017 · 2018 · 2019 · 2020 · 2021 · 2022 · 2023 · 2024 · 2025
Albanië ·
Andorra ·
Armenië ·
Australië ·
Azerbeidzjan ·
België ·
Bosnië en Herzegovina ·
Brazilië ·
Bulgarije ·
Canada ·
China ·
Costa Rica ·
Cyprus ·
Denemarken ·
Duitsland ·
Engeland ·
Estland ·
Faeröer ·
Finland ·
Frankrijk ·
Georgië ·
Ghana ·
Gibraltar ·
Griekenland ·
Hongarije ·
Ierland ·
IJsland ·
Israël ·
Italië ·
Japan ·
Joegoslavië ·
Kazachstan ·
Koeweit ·
Kosovo ·
Kroatië ·
Letland ·
Libanon ·
Liechtenstein ·
Litouwen ·
Luxemburg ·
Malta ·
Marokko ·
Mexico ·
Moldavië ·
Montenegro ·
Nederland ·
Nigeria ·
Noord-Ierland ·
Noord-Macedonië ·
Noorwegen ·
Oekraïne ·
Oostenrijk ·
Paraguay ·
Peru ·
Polen ·
Portugal ·
Qatar ·
Roemenië ·
Rusland ·
San Marino ·
Saoedi-Arabië ·
Schotland ·
Servië ·
Slovenië ·
Slowakije ·
Spanje ·
Trinidad en Tobago ·
Turkije ·
Uruguay ·
Verenigde Arabische Emiraten ·
Verenigde Staten ·
Wales ·
Wit-Rusland ·
Zuid-Afrika ·
Zuid-Korea ·
Zweden ·
Zwitserland
Denemarken (2021) · 
Duitsland (1996, 2) · 
Engeland (2021) · 
Ghana (2006) · 
Griekenland (2012) · 
Italië (2006) · 
Kroatië (2016) · 
Kroatië (2021) · 
Nederland (2021) · 
Polen (2012) · 
Portugal (2008) · 
Portugal (2012) · 
Rusland (2012) · 
Schotland (2021) · 
Spanje (2016) · 
Turkije (2008) · 
Verenigde Staten (2006) ·
Zwitserland (2008)